# Сомеш
Сомеш, або Самош (рум. Someş) — річка у Румунії та Угорщині, ліва притока Тиси. Довжина 388 км, площа басейну 15,015 км². У Румунії протікає територією жудців: Клуж, Селаж, Марамуреш, Сату-Маре.
Утворюється від злиття двох річок: Великого (або Сомеш-Маре) та Малого Сомешу. Перший у свою чергу утворюється від злиття Теплого та Холодного Сомешів. Після цього Сомеш повертає на північний захід та збагачується водами інших річок (Канош, Тур). Впадає у Тису на північному заході Сатмарського комітату.
У верхів'ї має гірський характер, перетинає Східні Карпати та масиви Біхору. Нижня течія на Середньодунайській рівнині. Розливається навесні та на початку літа, межень наприкінці літа та восени. Середній стік води — 114 м³/сек. Льодостав з кінця грудня до кінця лютого.
Лісосплавна. Судоходна у нижній течії, де русло випрямлене та каналізоване. Використовується для зрошення. На Сомеші розташовані міста Деж, Сату-Маре.

## Екологія
Постраждала від витоку ціанідів в Бая-Маре.